# سیارک ۱۸۹۷۶
سیارک ۱۸۹۷۶ (به انگلیسی: 18976 Kunilraval، نامگذاری:2000QH206) هجده هزار و نهصد و هفتاد و ششمین سیارک کشف شده‌است که در ۳۱ اوت ۲۰۰۰ کشف شد.
قدر مطلق سیارک برابر ۹.۳ است.